# Dalma
Dalma es el decimoséptimo álbum del cantante Sergio Dalma. Llevaba doce años sin grabar en España. Dalma está producido por Pablo Cebrián y está grabado en los estudios Arcadia de Madrid.

## Lista de canciones
| N.º | Título                  | Duración |  |
| 1.  | «Tu y yo»               |          |  |
| 2.  | «Eres»                  |          |  |
| 3.  | «Se empieza nuevamente» |          |  |
| 4.  | «Imaginando»            |          |  |